# شهرستان شل‌بای (ایلینوی)
شهرستان شل‌بای، (به انگلیسی: Shelby County) شهرستانی در ایالت ایلی‌نوی ایالات متحده امریکا و بر طبق سرشماری ۲۰۱۰ این شهرستان ۲۲۳۶۳ نفر جمعیت داشته‌است.

طبق سرشماری ۲۰۱۰، مساحت این شهرستان ۱۹۸۹٫۳ کیلومتر مربع وسعت داشته که از این مقدار ۱٫۲۴ درصد آب و ۹۸٫۷۶ درصد خشکی می‌باشد.

این شهرستان در ۱۸۲۷ ازشهرستان فایتی جدا شد. این شهرستان نام خود را از ایزاک شل یای، دولت مرد کنتاکی که در جنگ انقلاب آمریکا نقش داشته، گرفته‌است.

## همسایگان و راه‌ها
همسایگان این شهرستان عبارتند از:
- شمال: شهرستان مکن
- شمال‌شرق: شهرستان مولتیر
- شرق: شهرستان کلز
- شرق: شهرستان کومبرلند
- جنوب‌شرق:
- جنوب: شهرستان افینگهام
- جنوب: شهرستان فایتی
- جنوب‌غرب: شهرستان مونتگمری
- غرب: شهرستان کریستین
- شمال‌غرب:

راه‌های اصلی این شهرستان:
1. بزرگراه میان‌ایالتی ۵۷
2. بزرگراه ۴۵ ایالات متحده
3. بزرگراه ۵۱ ایالات متحده
4. جاده ۱۶ ایلی‌نوی
5. جاده ۳۲ ایلی‌نوی
6. جاده ۱۲۸ ایلی‌نوی

## شهرها
- کاودن، ایلی‌نوی
- فایندلی، ایلی‌نوی
- هریک، ایلی‌نوی
- موواکوا، ایلی‌نوی
- اوکنی، ایلی‌نوی
- شل‌بایویلا، ایلی‌نوی، مرکز شهرستان
- سیگل، ایلی‌نوی
- استواردسون، ایلی‌نوی
- استازبرگ، ایلی‌نوی
- تاورهیل، ایلی‌نوی
- ویندسور، ایلی‌نوی

## نگارخانه

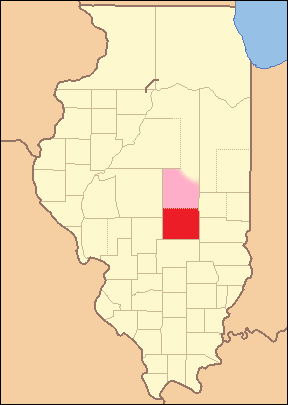
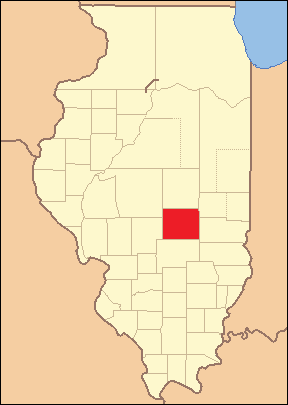
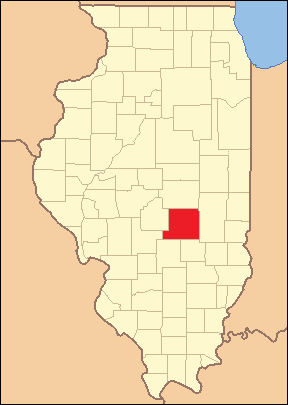
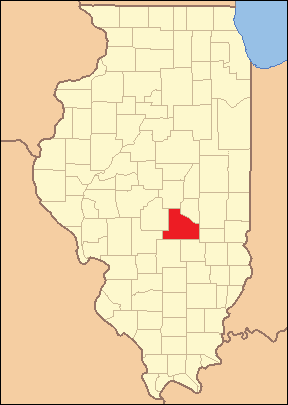